# 薄井道正
薄井道正（うすい みちまさ、1952年- ）は、日本の教育学者、立命館大学教授。専門は国語科教育。

## 略歴
滋賀県長浜市生まれ。1975年大阪市立大学文学部卒、滋賀県立米原高等学校教諭、1987年滋賀県立長浜商工高等学校（滋賀県立長浜北星高等学校）教諭、2004年滋賀県立長浜北高等学校教諭、2008年立命館守山中学校・高等学校教諭、2012年立命館大学教育開発推進機構教授。1986年大西忠治とともに「科学的『読み』の授業研究会」結成の呼びかけ人となる。1990年『大西忠治「教育技術」著作集』（明治図書）全17巻を編集する。科学的「読み」の研究会運営委員。

## 著書

### 単著
- 『教師のための「読み」の技術 大西忠治の方法に学ぶ』 (シリーズ・教育技術セミナー) 民衆社 1989
- 『大西忠治「教育技術」著作集 別巻 1 大西忠治研究ノート・年譜・索引』明治図書出版 1991
- 『『羅生門』の読み方指導』 (教材研究の定説化) 明治図書出版 1991
- 『謎とき国語への招待 読みの力を鍛える高校生たち』民衆社 1997
- 『謎とき国語への挑戦 「思考」と「論理」のスキルを鍛える』学文社 2003

### 共編著
- 『高校・詩の読み方指導』丸山義昭,長畑龍介, 加藤郁夫共著 (教材研究の定説化) 明治図書出版 1993
- 『『握手[3]』の読み方指導』松井健共著 (教材研究の定説化)  明治図書出版 1994